# 黄灵彪
黄灵彪（1959年2月12日—），马来西亚从政者，为民主行动党党员。2013年马来西亚大选时，代表民主行动党当选为砂拉越泗里街的国会议员，并在2018年大选击败其余两名候选人蝉联该区国会议员。2022年大选不再上阵。

## 确诊2019冠狀病毒病
2020年3月14日，根据媒体报道黄灵彪因呼吸困难而被送入诗巫医院隔离并插管治疗，并在当天晚上经同僚证实确诊患上2019冠状病毒病，是马来西亚疫情后第一位患上该传染病的下议院国会议员。他于3月7日入院并进行隔离及接受检验，暂时没有病重。
黄灵彪自3月6日出席由民丹莪舞蹈协会举办的国际三八妇女节庆祝会后便杳无音讯。他也在当晚应邀与舞蹈协会会员一同跳舞。他也曾于2月29日至3月初到吉隆坡出席一系列跟政变相关的政治会议，这意味着他与多名希望联盟和民主行动党的政治领袖有密切接触。其中曾与他接触的古晋国会议员俞利文于17日确诊。他的儿子，也是国家田径链球运动员的黄秀捷也在16日确诊，同于诗巫医院治疗。

## 选举成绩
| 年份 | 选区   |  |                  | 得票数 | 得票率 | 竞选对手               | 竞选对手           | 得票数 | 得票率 | 总票数 | 多数票 | 投票率 |
| ---- | ------ |  | ---------------- | ------ | ------ | ---------------------- | ------------------ | ------ | ------ | ------ | ------ | ------ |
| 2013 | 泗里街 |  | 黄灵彪（行动党） | 14,263 | 50.90% |                        | 陈冠勋（砂人联党） | 13,758 | 49.10% | 28,353 | 505    | 77.58% |
| 2018 | 泗里街 |  | 黄灵彪（行动党） | 16,327 | 53.57% |                        | 范长锡（砂人联党） | 13,757 | 45.14% | 30,895 | 2,570  | 78.09% |
| 2018 | 泗里街 |  | 黄灵彪（行动党） | 16,327 | 53.57% | 王振金（肯雅兰全民党） | 392                | 1.29%  |        | 30,895 | 2,570  | 78.09% |